# Морское специальное судно проекта 14400
Морское специальное судно проекта 14400 — проект российских вспомогательных судов 3-го ранга ближней морской зоны строящихся для ВМФ ВС России, разработанный ЦКБ «Балтсудопроект». Судно «Николай Камов» строится для 859-го Центра боевого применения и переучивания лётного состава Морской авиации ВМФ город Ейск Черноморского флота. Его гидродинамические характеристики соответствуют акватории Таганрогского залива Азовского моря. Предназначено судно для подготовки экипажей палубных вертолётов, а именно для отработки навыков лётного состава при посадке и взлёте вертолётов Ка-27ПЛ, Ка-29, Ка-31 и Ка-52К с авианесущих, вертолётонесущих и универсальных десантных кораблей. Так же судно предназначено для испытаний создаваемых авиационно-технических средств обеспечения полётов вертолётов и новых типов корабельных вертолетов типа  Ка-65 «Минога», беспилотных летательных аппаратов, различных  радиоэлектронных средств управления авиацией и другого сложного корабельного оборудования.
Стоимость судна более 2 млрд рублей.
Головное судно проекта 14400 «Николай Камов» было заложено 28 июня 2018 года в городе Городец на верфи ПАО ССК для Черноморского флота. Планировался его ввод в строй в 2020 году, но в марте 2019 года работы были заморожены, но в октябре 2019 года возобновились.
Спуск на воду судна состоялся 24 апреля 2024 года. Судно проекта 14400 «Николай Камов» 16 июля 2025 года впервые вышло в море на заводские ходовые испытания.